# 小行星24105
小行星24105（24105 Broughton）是一颗绕太阳运转的小行星，为主小行星带小行星。该小行星于1999年11月9日发现。

## 轨道参数
小行星24105的轨道半长轴为2.3412123 UA，离心率为0.041。